# Ден на Аляска
Денят на Аляска е официален празник на американския щат Аляска и се отбелязва на 18 октомври.
Това е денят, в който през 1867 г. американския конгрес, направляван от държавния секретар Уилям Сюард, закупува от Руската империя за $7,2 млн. долара тази територия.
За пръв път празникът е отбелязан през 1949 г. с началото на Студената война. Този празник е платен неработен ден за работниците в щата, освен това е неучебен за учениците.

## Изображения
- Вдигане на американските знамена по повод 18.октомври
- Традиционното сваляне на руското знаме и замяната му с американското